# متروی براتیسلاوا

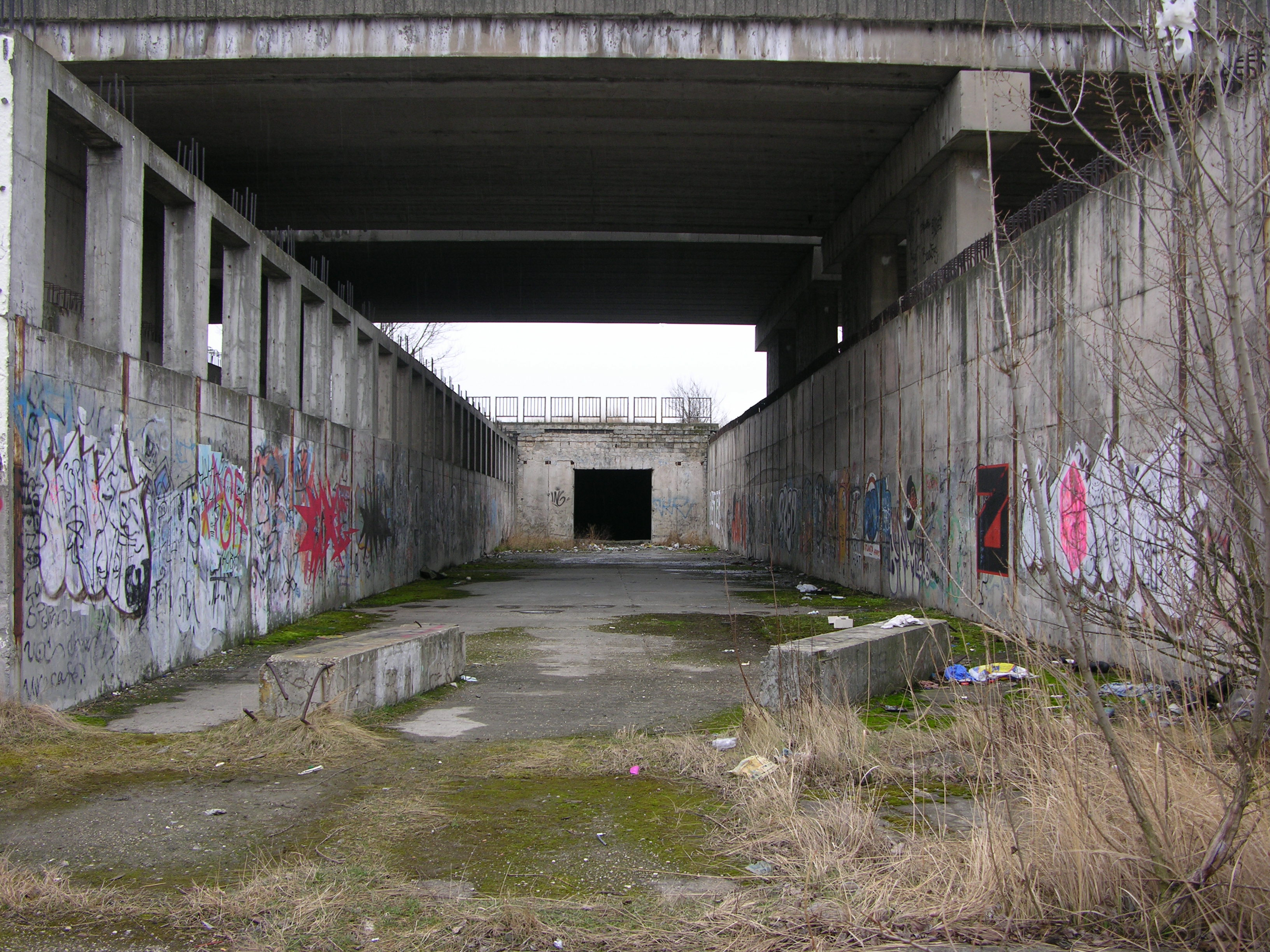
نمایی از ایستگاه مترو و انبار براتیسلاوا - در سال ۱۹۸۹، زمان کمی بعداز آغاز بکار ساخت، این پروژه متوقف شد و از آن هنگام تاکنون ادامه پیدا نکرده‌است. - تاریخ نگاره مارس ۲۰۰۷

متروی براتیسلاوا (اسلواکی: Bratislavské metro) قرار بود در براتیسلاوا، اسلواکی (چکسلواکی سابق) ساخته شود. در سال ۱۹۸۹، زمان کمی بعداز آغاز بکار ساخت، این پروژه متوقف شد و از آن هنگام تاکنون ادامه پیدا نکرده‌است.
براساس برنامه‌های مترو دو خط توصیه شد. «خط آبی» (خط ا) قرار بود از دوینسکای جدید در شمال غربی براتیسلاوا از راه کارخانه فولکس واگن براتیسلاوا و مرکز شهر به ایستگاه راچا در شمال شرقی راه یابد. «خط قرمز» (خط بی) قرار بود از پترژالکا در جنوب آغازشود، از مرکز شهر که هر دو خط به هم می‌رسند ادامه پیداکند و در نهایت به فرودگاه ام.آر. اسفانیک در شرق براتیسلاوا پایان یابد.
کارهای ساختمانی که در سال ۱۹۸۹ شروع شد، با انقلاب مخملی (چکسلواکی) پیشین به انتها رسید. بعداز آن مسئله‌های مالی مانع از ادامه طرح‌های مترو شد. تا سال ۲۰۰۳، چندین تلاش برای از سرگیری این برنامه‌ها انجام شد که هیچ‌کدام از آنان موفقیت‌آمیز نبود. در عوض، شهر اکنون بر وسعت شبکه تراموا موجود خود معطوف شده‌است.
در همان راهی که برای مترو در پترژالکا در نظر گرفته شده بود، حال یک خط تراموا طرح‌ریزی شده‌است. فاز نخست، از میدان شافاریکوو تا ایستگاه یونگمن در سراسر پل قدیمی نوسازی شده میان سال‌های ۲۰۱۳و ۲۰۱۶ساخته شد و در ۸ ژوئیه ۲۰۱۶ افتتاح شد. قرار است در فاز دوم این خط تا پایان سال ۲۰۲۳ به ایستگاه پایانی جانیک دوور توسعه یابد. ساخت این قسمت در نوامبر ۲۰۲۱ آغاز شد.